# Tramway d'Oulan-Oude
Le tramway d'Oulan-Oude est le réseau de tramways de la ville d'Oulan-Oude, capitale de la Bouriatie, en Russie. Le réseau comporte quatre lignes. Il est officiellement mis en service le 16 décembre 1958.